# Río Lagh Dera
El río Lagh Dera (Ewaso Ng'iro en su parte alta) es un río de Kenia nace en la vertiente occidental del monte Kenia y fluye hacia el norte, y luego al este y finalmente al sureste, adentrándose en Somalia, punto de confluencia con el río Jubba. A Somalia solamente llega en época de aguas altas, ya que el resto del año su cauce se seca. Drena una amplia cuenca de 231 000 km².

## Etimología

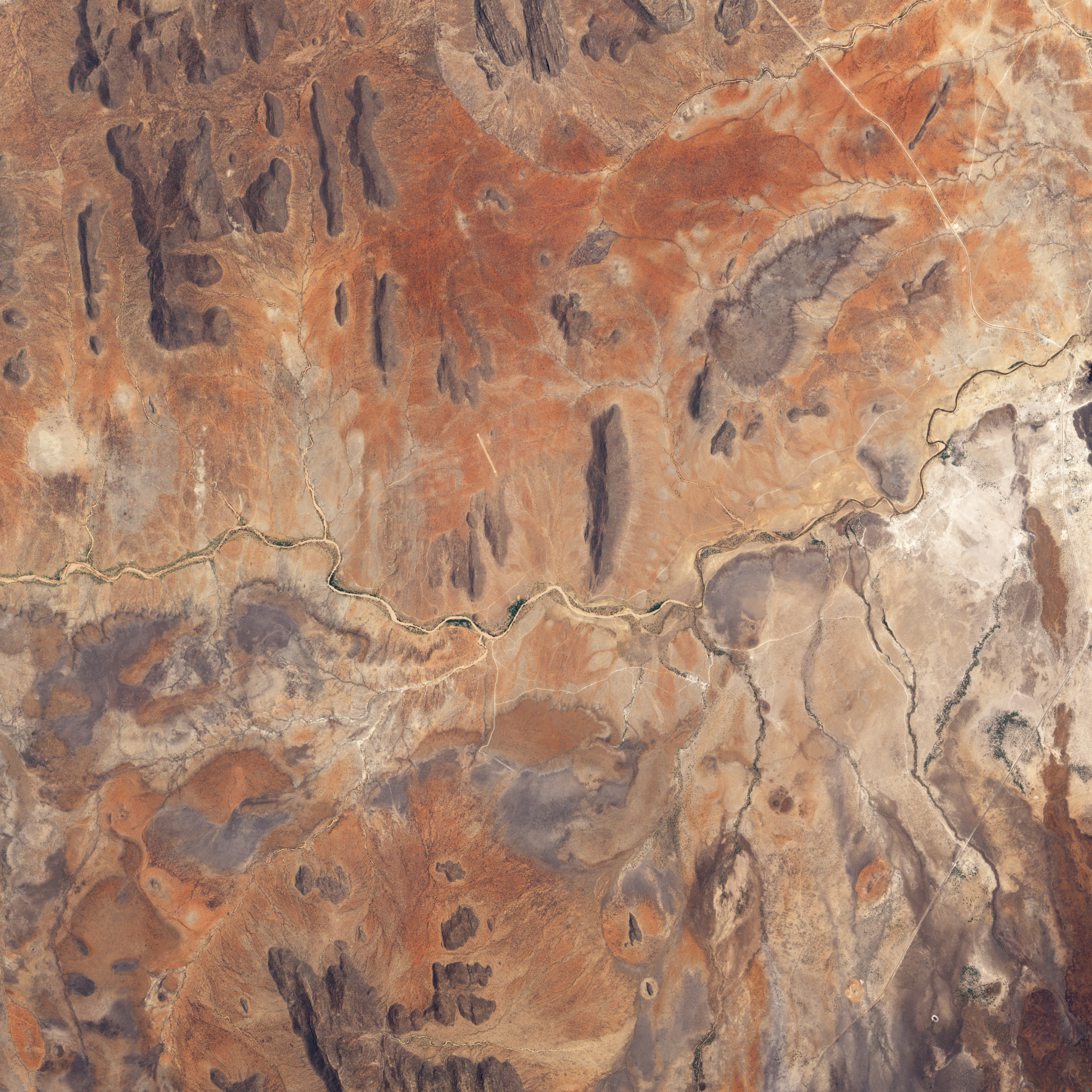
El lecho seco del río en esta imagen en color verdadero.

El nombre del río deriva del masái [eˈwaso ˈŋɡiɾo], cuyo significado es «río de agua marrón o turbia». También es llamado por algunos como «Ewaso Nyiro». (el término Ewaso Ng'iro del sur es utilizado para otro río pequeño que nace en la escarpa de Mau, al suroeste, y fluye hacia el sur hasta desaguar en el lago Natron, que comparte con Tanzania).

## Descripción
La cuenca alta del río Ewaso Ng'iro alcanza los 15200 km². El río tiene un suministro continuo de agua debido a los glaciares del monte Kenia. Se utiliza para practicar el canotaje y cuenta con rápidos de grado hasta V.
En el norte árido de Kenia, el agua es sinónimo de vida. Las aguas de este gran río permiten la vida silvestre en gran parte de sus riberas, creando un oasis de verdor. Las reservas naturales de Samburu, Shaba y Buffalo Springs al norte de Kenia, exuberantes de vida salvaje en una tierra árida, a causa de las aguas del río.
Aguas abajo de Sericho, el río se expande al interior del pantano Lorian, una amplia zona de humedales. Después de salir del pantano el río es conocido como Lagh Dera.
Su principal fuente es el río Ewaso Narok, el cual se encuentra en las cataratas de Thomson, cerca de la ciudad de Nyahururu.

## Nota
1. ↑  Esta pronunciación refleja los sonidos característicos del suajili y otras lenguas bantúes, donde la [ng] se pronuncia como en «canto» y la [r] tiene un sonido suave, similar a una [d] suave.